# Xanthorhoe rhodacris
Xanthorhoe rhodacris là một loài bướm đêm trong họ Geometridae.